# Elisa Leonida Zamfirescu

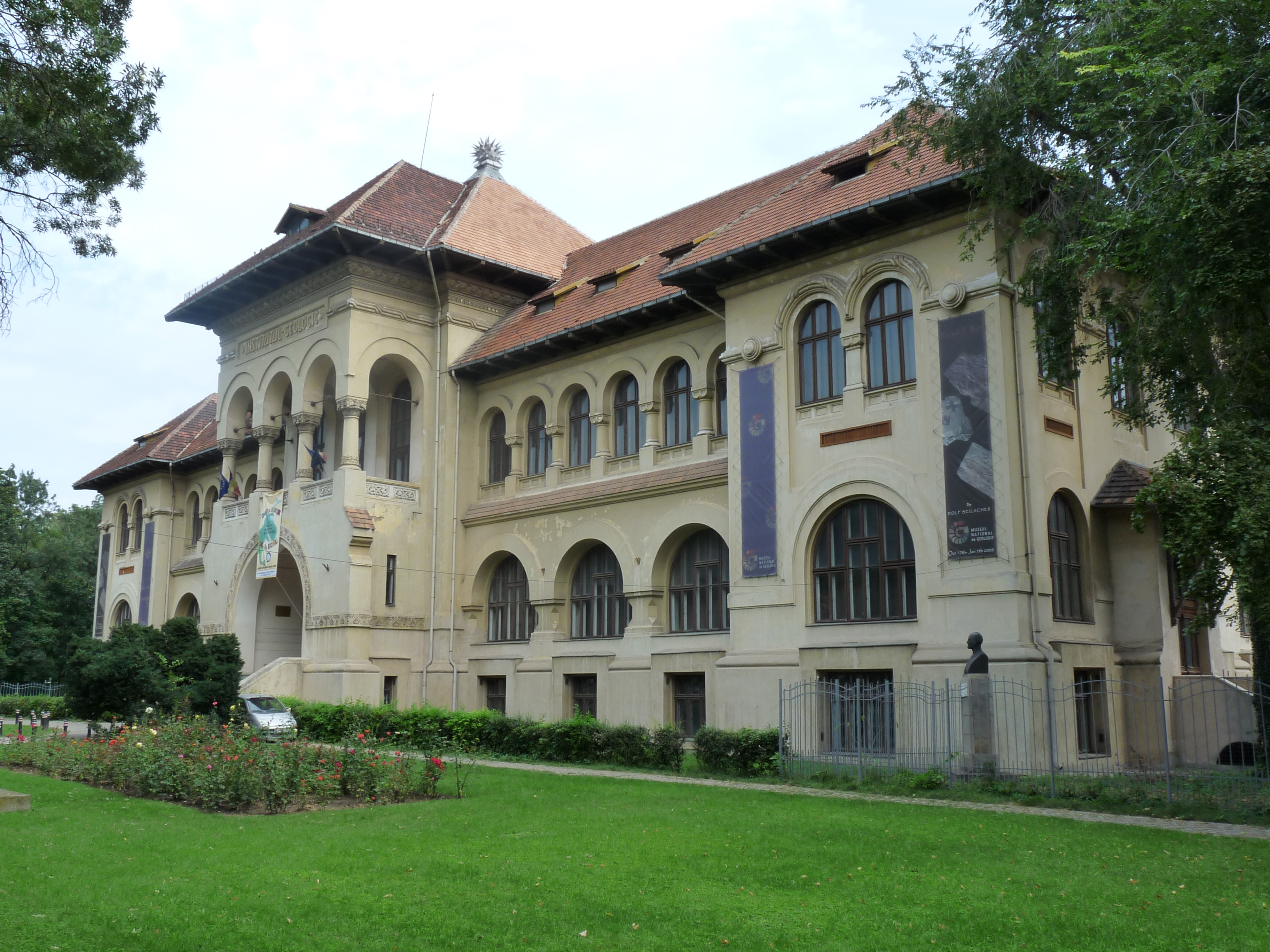
Edificio del Instituto de Geología de Rumanía en el que trabajó Zamfirescu, hoy Museo Nacional de Geología.

Elisa Leonida Zamfirescu (Galați, 10 de noviembre de 1887 - Bucarest, 25 de noviembre de 1973) fue una ingeniera rumana que sobresalió por ser una de las primeras mujeres del mundo en alcanzar esta profesión.

## Biografía
Después de acabar el instituto, Zamfirescu intentó matricularse en la por entonces Escuela Nacional de Caminos y Puentes de la Universidad Politécnica de Bucarest, pero fue rechazada debido a los prejuicios sexistas. Se fue a Berlín, y en 1909 se inscribió en la Universidad Técnica de Berlín, en Charlottenburg, donde se graduó en 1912. Al registrarse, el decano trató de convencerla para que renunciara, apelando a «las tres K» —Kinder, Küche, Kirche (hijos, cocina, iglesia)— que definían el perfil de la mujer en aquella época.
Los directores de la Escuela estaban ante una situación nueva: era la primera candidata de su historia, pero escribía y hablaba perfectamente el alemán y tenía conocimientos sobresalientes en matemáticas, física y química. Finalmente la aceptaron. Tal vez importó el hecho de que su hermano, Dimitrie Leonida, también era estudiante de la Escuela.
En 1912 se graduó con honores. El decano la denominó «la más diligente de los diligentes», y se convirtió así en la sexta mujer ingeniera del mundo.
Durante la Primera Guerra Mundial trabajó como directora de un hospital de la Cruz Roja en Mărășești, lugar de la principal batalla entre Rumania y Alemania en el frente rumano en 1917.
Fue directora de los laboratorios del Instituto Geológico de Rumania y, al mismo tiempo, desempeñó labores de profesora de física y química en la Escuela de Niñas "Pitar Moș". Fue la primera mujer miembro de la Asociación General de Ingenieros en Rumania (AGIR) y fue parte de la Asociación Internacional de Mujeres Universitarias.